# Limnophora nana
Limnophora nana este o specie de muște din genul Limnophora, familia Muscidae, descrisă de Shinonaga în anul 2005. Conform Catalogue of Life specia Limnophora nana nu are subspecii cunoscute.